# 神女下口鯰
神女下口鯰，為輻鰭魚綱鯰形目甲鯰科的其中一種，為熱帶淡水魚，分布於南美洲巴西北部沿岸淡水流域，體長可達20.3公分，棲息在底層水域，生活習性不明。

## 扩展阅读
維基物種上的相關：神女下口鯰